# Championnat du Nicaragua de football 1950
Navigation
Saison précédente Saison suivante
La Primera División 1950 est la quatorzième édition de la première division nicaraguayenne.
Lors de ce tournoi, le Diriangén FC a tenté de conserver son titre de champion du Nicaragua face aux meilleurs clubs nicaraguayens.

## Bilan du tournoi
| Tableau d'Honneur |           |
| Compétition       | Vainqueur |
| Primera División  | Aduana FC |

| Promotions et relégations   |         |
| Relégué en Segunda División | Inconnu |
| Promu de Segunda División   | Inconnu |